# Theix
Theix [tɛks] est une ancienne commune française située dans le département du Morbihan, en région Bretagne, elle a fusionné le 1er janvier 2016 avec Noyalo pour former la commune nouvelle de Theix-Noyalo.
Ses habitants se nomment les Theixois et les Theixoises. Ils étaient 6 799 au recensement de 2007.

## Toponymie
Attestée sous les formes Theis en 1387, Theix en 1427, Theys en 1468. 
Le nom breton de la commune est Teiz.

## Géographie

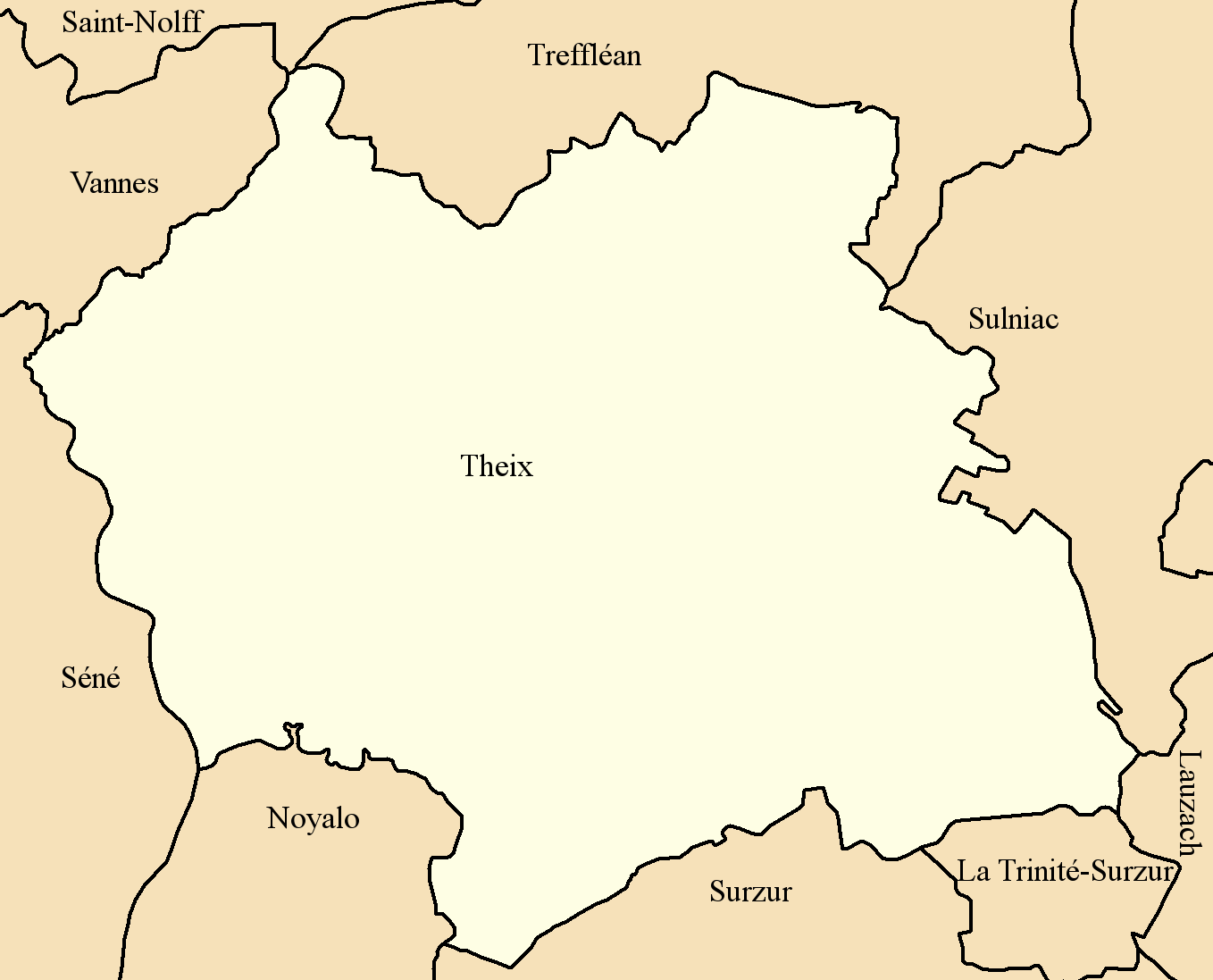
Communes limitrophes de Theix.

### Situation
Theix est situé en Bretagne, dans le sud du département du Morbihan, à 10 kilomètres de Vannes, 70 de Lorient et 100 de Nantes.
Le territoire de Theix est bordé par les communes suivantes :
- Séné
- Vannes
- Saint-Nolff
- Treffléan
- Sulniac

- Lauzach
- La Trinité-Surzur
- Surzur
- Noyalo

### Accès et transports
Theix est située sur la RN 165, axe reliant Nantes à Brest. La gare la plus proche est celle de Vannes d'où l'on peut rejoindre Paris Montparnasse en 3 h 20. La commune est desservie par la ligne de bus Kicéo no 10 des Transports du Pays de Vannes avec 13 passages par jour en semaine et 12 le samedi.

### Géologie
La commune de Theix peut être divisée en quatre zones géologiques séparées par des lignes d'orientation nord-ouest  - sud-est : 

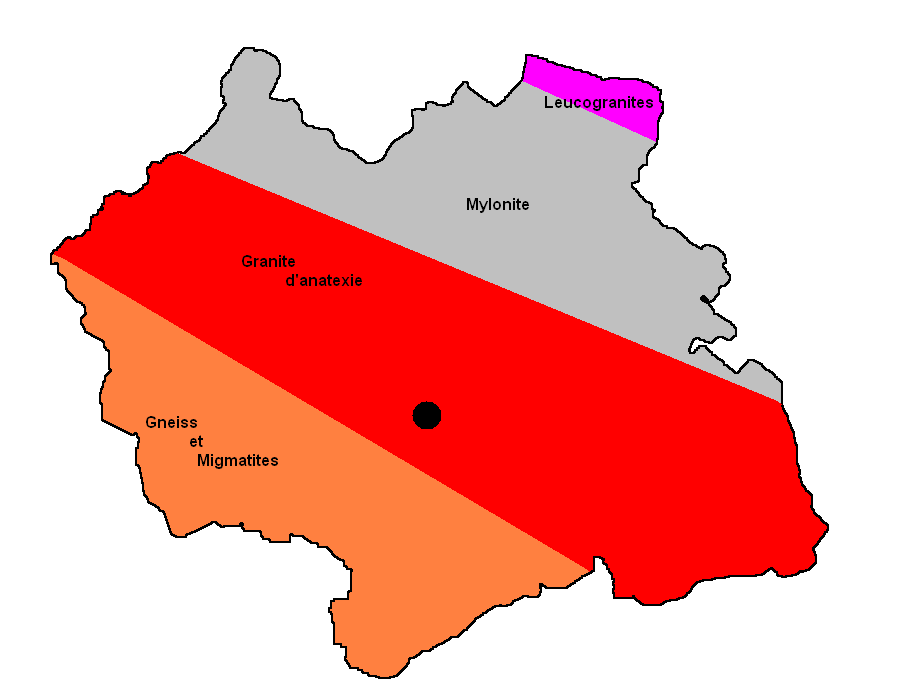
Carte géologique simplifiée de Theix.

Au sud de la ligne Saint-Léonard / Échangeur de la Croix de la lande se trouvent des roches métamorphiques composées de gneiss et de migmatites.
Entre cette ligne et celle allant de Talhouët au Plessis Josso, on trouve du granite d'anatexie d'origine magmatique.
Entre la ligne Talhouët / Plessis-Josso et une ligne Trégat / Bréminy, le sous-sol est composé de mylonite, roches métamorphiques.
Enfin, au nord de cette dernière ligne, on trouve des leucogranites.

### Hydrographie
La commune est traversée par plusieurs ruisseaux portant pour la plupart des noms de hameaux traversés :
- Ruisseau de Clérigo
- Ruisseau de Bizole
- Ruisseau de l'étang de Bonnervo
- Ruisseau de Talhouët

- Ruisseau de Kerandrun
- Ruisseau du Gorvello
- Ruisseau du Plessis

Tous ces ruisseaux, excepté ceux de l'étang de Bonnervo et de Talhouët, sont affluents du ruisseau de Kerandrun. Le bassin versant de ce ruisseau de 9 563 ha occupe une grande partie de la commune ainsi qu'une partie des territoires de Treffléan, Sulniac et Lauzach. Le ruisseau de Kerandrun alimente l'étang de Noyalo (ou étang de Kernicole) qui sert de réserve d'eau pour la ville de Vannes. Cet étang situé sur la commune de Theix et de Noyalo se jette ensuite dans le chenal de Saint-Léonard alimentant ainsi le golfe du Morbihan. Les ruisseaux de l'étang de Bonnervo et celui de Talhouët aboutissent également dans le chenal de Saint-Léonard. Ainsi toute la commune de Theix fait  partie du bassin versant du golfe du Morbihan.

## Histoire

### Origines
Theix est issue d'une ancienne paroisse primitive qui comprenait aussi Treffléan et une partie de Saint-Nolff. C'est au second siècle que les premiers missionnaires chrétiens arrivèrent en provenance de l'évêché de Tours. 

### Moyen-Âge
Au Moyen Âge, une vingtaine de seigneuries occupent le territoire de Theix dont les plus importantes sont le Plessis-Josso, Salarun et Bonervaud. Theix fait partie du temporel de l’évêque de Vannes et y reste jusqu'à la Révolution française.

### LeXIXesiècle
En 1887 une délégation des royalistes de Vannes, d'Arradon, de Plescop, de Sarzeau, de Theix, de l'Île-aux-Moines et de Saint-Avé se rendit à Jersey afin d'y rencontrer le comte de Paris qui y était en exil.
Benjamin Girard écrit en 1889 que « la commune de Theix est traversée par la route de Sarzeau à Vannes. Le bourg, dont la population agglomérée est de 585 habitants, n'a rien de remarquable », mais il précise que la commune possède de nombreux monuments mégalithiques, que des restes d'un camp romain sont visibles au village de Talhouët et que d'autres vestiges romains se trouvent au sommet d'une colline près de la chapelle de Brangolo.

### LeXXesiècle
Lors de l'inventaire de 1906, les portes de l'église étant trop résistantes, on défonça un mur pour pouvoir procéder à l'inventaire.
À la suite du naufrage de l'Erika le 12 décembre 1999, la commune accueille un centre provisoire destiné au nettoyage des oiseaux mazoutés. Le 21 janvier 2000, le président de la République Jacques Chirac vient rendre visite à ce centre.

### LeXXIesiècle
Theix fusionne avec la commune de Noyalo au sein de la commune nouvelle de Theix-Noyalo le 1er janvier 2016.

## Identité graphique

Logo de Theix.
Logo de Theix-Noyalo.

## Politique et administration

### Liste des maires
La liste des maires se poursuit en tant que maire de la commune nouvelle de Theix-Noyalo.

### Jumelages
- Sahlenburg (Allemagne).
- Thônes (France).

## Démographie
L'évolution du nombre d'habitants est connue à travers les recensements de la population effectués dans la commune depuis 1793. À partir du 1er janvier 2009, les populations légales des communes sont publiées annuellement dans le cadre d'un recensement qui repose désormais sur une collecte d'information annuelle, concernant successivement tous les territoires communaux au cours d'une période de cinq ans. 
Pour les communes de moins de 10 000 habitants, une enquête de recensement portant sur toute la population est réalisée tous les cinq ans, les populations légales des années intermédiaires étant quant à elles estimées par interpolation ou extrapolation. Pour la commune, le premier recensement exhaustif entrant dans le cadre du nouveau dispositif a été réalisé en 2005,.
En 2013, la commune comptait 6 946 habitants, en évolution de +2,24 % par rapport à 2008 (Morbihan : +3,47 %, France hors Mayotte : +2,49 %).
| 1793  | 1800  | 1806  | 1821  | 1831  | 1836  | 1841  | 1846  | 1851  |
| ----- | ----- | ----- | ----- | ----- | ----- | ----- | ----- | ----- |
| 2 233 | 2 624 | 2 305 | 2 565 | 2 715 | 2 623 | 2 565 | 2 590 | 2 633 |

| 1856  | 1861  | 1866  | 1872  | 1876  | 1881  | 1886  | 1891  | 1896  |
| ----- | ----- | ----- | ----- | ----- | ----- | ----- | ----- | ----- |
| 2 574 | 2 585 | 2 558 | 2 507 | 2 551 | 2 562 | 2 538 | 2 576 | 2 584 |

| 1901  | 1906  | 1911  | 1921  | 1926  | 1931  | 1936  | 1946  | 1954  |
| ----- | ----- | ----- | ----- | ----- | ----- | ----- | ----- | ----- |
| 2 582 | 2 580 | 2 555 | 2 249 | 2 105 | 2 063 | 1 926 | 1 907 | 1 886 |

| 1962  | 1968  | 1975  | 1982  | 1990  | 1999  | 2005  | 2010  | 2013  |
| ----- | ----- | ----- | ----- | ----- | ----- | ----- | ----- | ----- |
| 1 858 | 1 808 | 2 154 | 3 521 | 4 435 | 5 029 | 6 364 | 6 736 | 6 946 |

## Économie
La commune comporte plus de 300 entreprises et 40 exploitations agricoles ainsi que quatre zones d'activité.

## Culture et patrimoine

### Langue bretonne
- L’adhésion à la charte Ya d’ar brezhoneg label 1 a été votée par le conseil municipal le 31 mars 2010.
- À la rentrée 2013, 244 élèves étaient scolarisés dans les classes bilingues (soit 24,5 % des enfants de la commune inscrits dans le primaire)[15].

### Lieux et monuments

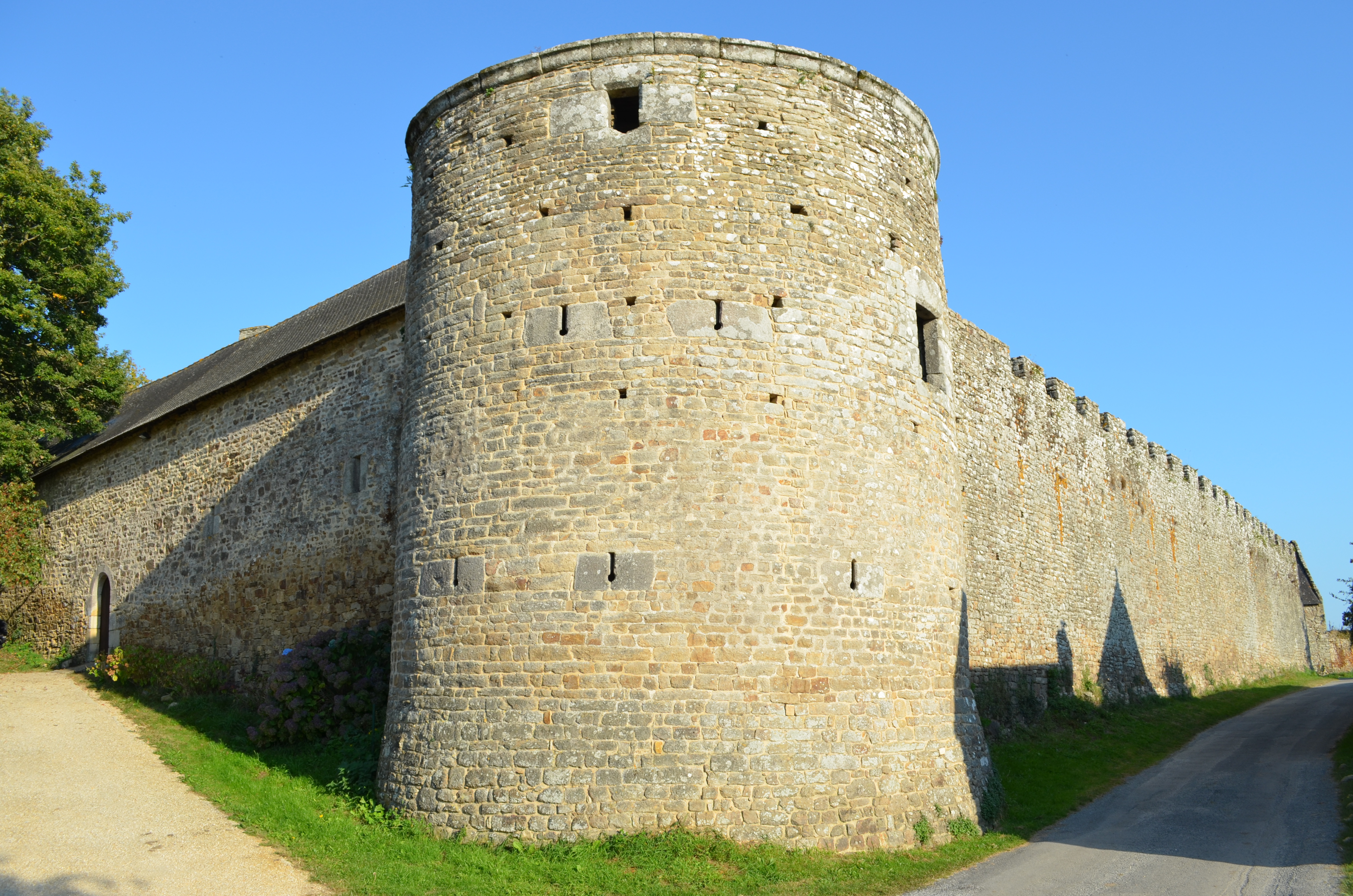
L'enceinte du château du Plessis-Josso.

- Château du Plessis-Josso XVe siècle, restauré au XVIIe ;
- Chapelle Saint-Leonard (XVe) : chapelle reconstruite en 1767 (date inscrite sur la porte Ouest) à la place d'une ancienne chapelle dont la présence au XVe siècle est attestée[16], en effet, un seigneur de Lohan y fut enterré en 1485[17]. La chapelle contient notamment une statue de la Vierge à l'Enfant en calcaire polychrome datant de la deuxième moitié du XVe siècle[16] ;
- Chapelle Saint-Michel de Brangolo (XVe-XVIe) ;
- Chapelle Sainte-Barbe (XVIIe-XVIIIe) ;
- Chapelle Saint-Joseph de Calzac (XVIIe-XVIIIe) ;
- Chapelle Notre Dame La Blanche (XVIe) ;
- Bourg du Gorvello ;
- Parc de Brural ;
- Église Sainte-Cécile (1855) ;
- Croix de chemins.

### Manifestations culturelles et festivités
Deux fois par an, la commune accueille le festival Les 24 heures du jeu, un festival « du jeu et de l'imaginaire » qui accueille plus d'un millier de visiteurs.

### Héraldique
| Armes de Theix | Tranché de gueules plain et d'argent à quatre pals d'azur chargée de cinq mouchetures d'hermines posées dans le sens de la bande brochant la partition.[réf. souhaitée] |

## Associations
- Athlé Theix Athlétisme
- Avenir de Theix Football. La section football de l'Avenir de Theix fut créée en 1946. L'équipe fanion évolue dans le championnat de la Ligue de Bretagne de football de DSR depuis la saison 2008-2009. Theix fut sacré champion de DRH en 2008 et a atteint le 7e tour de la Coupe de France de football lors de l'édition 2010-2011. Ce 7e tour voit la défaite des Theixois aux tirs au but face au club de Dinan-Léhon qui évolue dans le Championnat de France amateur 2.
- Avenir de Theix basket.
- En Arben Cercle Celtique de Theix. Créé en 1974 sous le nom de Boteu Koed, le cercle celtique de Theix, devenu En Arben, ce qui veut dire La Rencontre, a fêté ses 40 ans en 2014.

## Personnalités liées à la commune
- Pascal Lamour réside à Theix.